# Carlos Simpson
Carlos Tschudi Simpson (30 de junho de 1962) é um matemático estadunidense, especialista em geometria algébrica.
Simpson obteve um Ph.D. em 1987 na Universidade Harvard, orientado por Wilfried Schmid, com a tese Systems of Hodge Bundles and Uniformization. Foi professor da Universidade Paul Sabatier e depois da Université Nice-Sophia-Antipolis. É diretor de pesquisas do Centre national de la recherche scientifique.
Foi palestrante convidado do Congresso Internacional de Matemáticos em Quioto (1990: Nonabelian Hodge theory). Recebeu o Prêmio Sophie Germain de 2015.

## Publicações selecionadas
- Simpson, Carlos (1988). «Constructing variations of Hodge structure using Yang–Mills theory and applications to uniformization». Journal of the American Mathematical Society. 1 (4): 867–918. JSTOR 1990994. MR 0944577. doi:10.2307/1990994
- Simpson, Carlos (1990). «Transcendental aspects of the Riemann–Hilbert correspondence». Illinois Journal of Mathematics. 34: 368–391. MR 1046569
- Simpson, Carlos (1990). «Harmonic bundles on noncompact curves». Journal of the American Mathematical Society. 3: 713–770. JSTOR 1990935. MR 1040197. doi:10.2307/1990935
- Simpson, Carlos (1991). Asymptotic behavior of monodromy: singularly perturbed differential equations on a Riemann surface. Col: Lecture Notes in Mathematics. 1502. [S.l.]: Springer Verlag. ISBN 3-540-55009-7. MR 1166192
- Simpson, Carlos (1992). «Higgs bundles and local systems». Publications Mathématiques de l'IHÉS. 75: 5–95. MR 1179076. doi:10.1007/bf02699491
- Simpson, Carlos (1993). «Subspaces of moduli spaces of rank one local systems». Annales Scientifiques de l'École Normale Supérieure. 4. 26 (3): 361–401. MR 1222278. doi:10.24033/asens.1675
- Simpson, Carlos (1994). «Moduli of representations of the fundamental group of a smooth projective variety. I.». Publications Mathématiques de l'IHÉS. 79: 47–129. MR 1307297. doi:10.1007/bf02698887
- Simpson, Carlos (1994). «Moduli of representations of the fundamental group of a smooth projective variety. II.». Publications Mathématiques de l'IHÉS. 80: 5–79. MR 1320603. doi:10.1007/bf02698895
- Simpson, Carlos (1997), «The Hodge filtration on nonabelian cohomology», Algebraic geometry (Santa Cruz 1995), Proc. Sympos. Pure Math., 62, Part 2, American Mathematical Society, pp. 217–281, MR 1492538, arXiv:alg-geom/9604005, doi:10.1090/pspum/062.2/1492538
- Simpson, Carlos (2012). Homotopy theory of higher categories. Col: New Mathematical Monographs. 19. Cambridge: Cambridge University Press. MR 2883823

## References
1. ↑  Carlos Simpson (em inglês) no Mathematics Genealogy Project